# 무인상점

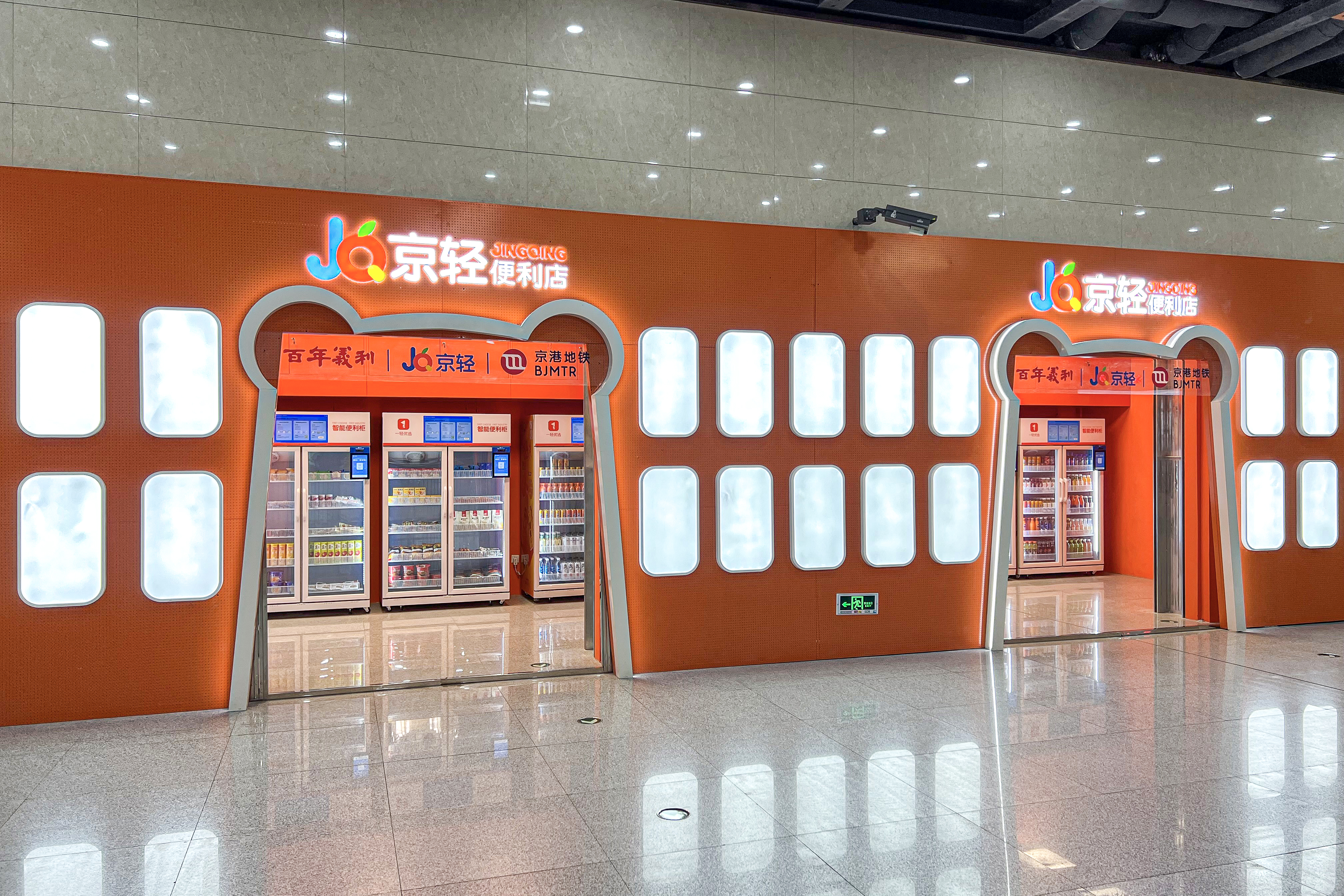
베이징 지하철 국가도서관역의 어느 한 무인상점

무인상점(unmanned store, cashierless store) 또는 무인매장은 매장에 직원이나 계산원이 없는 소매점이다. 이러한 매장은 결제를 위한 잠금장치가 있는 간단한 노점부터 모바일 애플리케이션을 통해 거래가 처리되고 cctv 및 도난방지 장치로 모니터링되는 시스템까지 다양하다. 자동화된 편의점과 달리, 무인상점 개념은 스마트폰 관련 시스템이나 인공지능과 같은 기술에 의존할 수도 있고 그렇지 않을 수도 있다.
무인상점이라는 현대적인 개념이 전 세계적으로 주목을 받고 있지만, 무인 소매라는 개념은 일본에서 수십 년 동안 무진한바이(無人販売)라고 불리는 작은 시골 가판대 형태로 존재해 왔다. 시골 지역에서 흔히 볼 수 있는 이러한 전통적인 가판대는 고객이 지정된 용기에 결제 금액을 넣는 방식으로 운영된다.